# Della decima e di varie altre gravezze imposte dal comune di Firenze, della moneta e della marcatura de' Fiorentini, fino al secolo XVI. tomo secondo
Della decima e di varie altre gravezze imposte dal comune di Firenze, della moneta e della marcatura de' Fiorentini, fino al secolo XVI, tomo secondo, è un'opera scritta dall'economista e storico italiano Giovanni Francesco Pagnini, pubblicata nel 1765.
L'opera è formata da quattro tomi e rappresenta l'opera di maggior rilievo dell'autore.
Nel tomo secondo, Pagnini cerca di descrivere lo sviluppo del commercio dei mercanti fiorenti, formulata da tutte le sfaccettature che lo comprendono, fino ad arrivare alla decadenza del mercato fiorentino.

## Contenuto
Analizzando l’indice, si può vedere come l’opera sia divisa in sezioni, ognuna delle quali tratta di un argomento specifico.
Nella prima sezione, Pagnini discute della situazione del commercio in Italia, dopo la decadenza dell’impero romano, dell’importanza che ha assunto, soffermandosi sul comportamento dei commercianti fiorentini e, delle disposizioni e provvedimenti governativi riguardanti il commercio.
Nella seconda sezione, Pagnini, si sofferma sui trattati e, quali vantaggi hanno portato. Trattati sia per il commercio via terra, ma anche per il commercio marittimo, soffermandosi soprattutto degli ordini e dei trattati fatti a favore e conclusi dopo l’acquisto di Livorno e, dei consoli del mare. Pagnini spiega come l’acquisto di Livorno sancisce “, la felicità maggiore del nostro commercio”. Con l’acquisto della città, si superano tutti quegli ostacoli che si sovrapponevano con il libero traffico, sia mare che terra.
Nella terza sezione del libro, il Pagnini si sofferma sul commercio dei fiorentini nel Levante, soffermandosi sulla navigazione, sulla qualità di questo commercio, descrivendolo come un mercato ricco e il più importante del tempo. Pagnini fa un cenno anche a due codici, basati sulla mercature. Il primo scritto da Balducci, verso il 1340; dove l’autore si concentra nello descrivere tutte le più grandi città del commercio note ai mercanti italiani e, le merci da esportare in queste determinate regioni, il valore comparato delle monete, pesi e misure. Il secondo codice è quello scritto da Giovanni da Uzzano nel 1442 dove si aggiunge un discorso sull’arte del gioielliere.
Nella quarta sezione, il Pagnini, si sofferma sull’arte della lana. Il Pagnini spiega come essa sia l’arte preferenziale, sopra le altre, soffermandosi su alcuni provvedimenti fatti a favore di quest’ultima, parlando della qualità, dei prezzi e delle “droghe per tignere”, usate nelle fabbriche fiorentine. L’altra meta della sezione, invece si sofferma su: qualità, prezzi e "traffico dei Panni", concludendo con la quantità di lavoro usato a Firenze nel settore della lana.
La sezione cinque, si sofferma sull’arte della seta, spiegando prezzi qualità ed utilità che essa possedeva nella città di Firenze, concludendo spiegando l’importanza del traffico di quest’arte.
La sesta sezione, il Pagnini si sofferma sull’arte del cambio, soffermandosi sull’antichità di questo traffico, sulla qualità e sui motivi che spinsero ad intraprenderlo. Il Pagnini spiega anche chi sono coloro che diedero vita a questo esercizio, dove la storia c’insegna che, quest’arte comprendeva cambiatori e banchieri.
Nella settima sezione, il Pagnini si sofferma sullo sviluppo del commercio fiammingo che portò in decadenza quello fiorentino.
Pagnini spiega che il veloce sviluppo del commercio fiammingo, è colpa in primis proprio dei mercanti italiani, perché gli italiani, come gli egiziani, erano i più aguzzini nel campo del commercio. Gli italiani, sviluppando tratte di commercio molto lunghe, soprattutto con l’oriente, formarono delle città mercantili molto potenti. Alcune di queste si trovano nella regione delle Fiandre, già ricche di suo, spiega Pagnini, grazie l’abbondanza di lana e lino. Alcune città, diventarono un vero e proprio magazzino degli altri stati. Si ricorda la città di Bruggia, divenuta il magazzino delle lane d’Inghilterra. Una delle cause della diminuzione del traffico della lana di Firenze, spiega Pagnini, è la conoscenza di questi popoli della manifattura, della lavorazione, esportata proprio dai fiorentini. Altre cause della decadenze, si possono trovare sullo sviluppo del commercio da parte dei portoghesi e degli spagnoli, la quale si allargano arrivando a fare affari in Africa.
Per quanto concerne le cause interne che portarono alla decadenza, il Pagnini spiega come il voler estendere il commercio oltremisura, proprio come i romani, ha portato alla decadenza i fiorentini. L'altra metà del libro, prende il nome di “Memorie Relative”.
In questa sezione, il Pagnini, si sofferma sui vari trattati(ricordando quelli con Ravenna, Faenza e con l’Inghilterra del 1419). Abbiamo anche la presenza di alcuni privilegi ottenuti dai mercanti fiorentini, come: privilegi ottenuti dall’imperatore Giovanni Paleologo, quelli detenuti a Costantinopoli e, i privilegi ottenuti da Carlo VIII nel 1494. Per ultimo abbiamo la presenza di due lettere: lettera d’avviso della Compagnia de’ Gherardi e, lettera di Benedetto Dei(formulata per la difesa del mercato fiorentino nei confronti delle ingiurie formulate dai mercanti veneziani).
Come possiamo vedere, il libro si sofferma sull’evoluzione del mercato fiorentino, trattando con delicatezza lo sviluppo di esso nel mondo, descrivendo alcune delle sette arti maggiori(abbiamo evidenziato lana, seta e cambio, poiché per l’autore esse hanno rilevanza maggiore in confronto alle altre) e, arrivando sino alla decadenza del mercato fiorentino, evidenziando cause interne de esterne.

## Dati bibliografici
- Giovanni Francesco Pagnini del Ventura
- Della decima e delle altre gravezze della moneta, e della mercatura de’ fiorentini fino al secolo XVI
- Parte terza tomo secondo
- Tipo di documento: testo a stampa
- Editore: Giuseppe Bouchard librajo in Firenze editore
- Pubblicazione: Lisbona e Lucca (i.e. Firenze)
- Fa parte di : Della decima e di varie altre gravezze imposte dal comune di Firenze Della moneta e della mercatura de' Fiorentini fino al secolo 16. Tomo primo [-quarto]
- Lingua di pubblicazione: italiano
- Edizione: prima edizione pubblicata nel 1765-66
- Altre edizioni: ristampa anastatica, pubblicata a Bologna nel 1967 da Forni Editore, in lingua italiana